# Kerstin Wenk
Kerstin Wenk (geboren am 25. Februar 1971 in Basel) ist eine Schweizer Politikerin (SP). Sie war von 2011 bis 2021 Grossrätin des Kantons Basel-Stadt. 

## Leben
Kerstin Wenk ist in Pfeffingen aufgewachsen. Sie machte eine Berufslehre als Hochbauzeichnerin, die sie 1991 abschloss. 1997 machte sie ein Diplom als Soziokulturelle Animatorin und 2009 einen Abschluss als Verbandsmanagerin. Sie arbeitete in der Gastronomie, von 1998 bis 2007 als Geschäftsführerin und Inhaberin zweier Lokale. Danach war sie bis 2010 Mitarbeiterin des Obdachlosentreffpunkts Glaibasel. Von 2010 bis 2013 war sie Geschäftsleiterin der Fach- und Vermittlungsstelle für Freiwilligenarbeit Kanton Aargau. Seit 2013 ist sie Gewerkschaftssekretärin des VPOD Region Basel.
Wenk wurde 2011 Mitglied des Grossen Rats des Kantons Basel-Stadt. Sie rückte für Beat Jans nach, der zurückgetreten war, um sich auf sein Nationalratsmandat zu konzentrieren. Im Grossen Rat war sie zunächst Mitglied der Justiz-, Sicherheits- und Sportkommission (JSSK). Ab 2013 gehörte sie der Geschäftsprüfungskommission (GPK) an. Im September 2021 trat sie aufgrund einer beruflichen Neuausrichtung aus dem Grossen Rat zurück. Von 2017 bis 2019 war sie zudem Vizepräsidentin der SP Basel-Stadt.